# Amt Am Peenestrom
Het Amt Am Peenestrom is een samenwerkingsverband van 7 gemeenten in het  Landkreis Vorpommern-Greifswald in de Duitse deelstaat Mecklenburg-Voor-Pommeren. Het Amt telt 15.326 inwoners. Het bestuurscentrum bevindt zich in de stad Wolgast. Het huidige Amt ontstond in 2004 toen het Amt Wolgast-Land fuseerde met de stad Wolgast.

## Gemeenten
1. Buggenhagen (210)
2. Krummin (244)
3. Lassan, Stad (1.468)
4. Lütow (428)
5. Sauzin (434)
6. Wolgast, stad * (11.840)
7. Zemitz (702)